# Zsódi Viktor
Zsódi Viktor (Szeged, 1981. június 13.–) magyar piarista szerzetes, hittanár, iskolaigazgató, tartományfőnök.

## Életrajza
A szegedi Radnóti Miklós Gimnázium diákja volt, majd érettségi után a Szegedi Hittudományi Főiskolán tanult teológiát a Szeged-Csanádi egyházmegye papnövendékeként. Közvetlenül pappá felszentelése után, 2007-ben lépett be a piarista rendbe. A noviciátus után, 2008-tól a budapesti piarista gimnáziumban tanított hittant, illetve mentálhigiénés lelkigondozó végzettséget szerzett a Semmelweis Egyetemen (2011). Szerzetesi örökfogadalmát 2019. szeptember 14-én tette. 
2015-től a szegedi piarista iskolában tanított, ahol 2016-tól egyúttal a kollégiumot (diákotthont) is vezette. Közben 2016-ben megalapította, és ügyvezetőként vezette a Piarista Vitorlázó Egyesületet, amely nyaranta vitorlástáborokat rendez Balatonberényben a piarista iskolák diákjai számára. 
2019-ben a rend Mosonmagyaróvárra helyezte, hogy igazgatóként vezesse az ottani piarista iskolát (illetve a hozzá tartozó hédervári tagintézményeket). Egyúttal ő volt a magyaróvári iskolakápolna igazgatója is. 
A rendtartomány vezetésében 2011-től folyamatosan tagja volt a Gazdasági Bizottságnak, 2019-től pedig a tartományi Pedagógiai Szolgálat Bizottságnak is. Miután 2020. szeptember 3-án Szilvásy László tartományfőnök lemondott, és szeptember 18-án Pedro Aguado piarista rendfőnök új tartományfőnököt és új kongregációt (tanácsadó testületet) nevezett ki, utóbbinak ő is tagja lett, mint gazdálkodásért felelős tartományi asszisztens. Egyúttal átvette a Gazdasági Bizottság vezetését. 2022-ben ő lett a tartományfőnökségen belül működő Piarista Stratégiai Központ vezetője is. 
A magyarországi piarista rendtartomány következő tartományi káptalanján, amelyet Mátraverebély-Szentkúton tartottak, 2023. február 28-án tartományfőnökké választották.
2023-ban elnyerte a Magyar Érdemrend lovagkeresztje kitüntetést.

## Írásai
- A Szegedi Egyházmegyeközi Papnevelő Intézet története 1930-1955 között.  Magyar Egyháztörténeti Vázlatok,  XIX. évf.  3–4. sz. (2007)   69–87. o.
- Arra születtünk…: A Szegedi Hittudományi Főiskola és a Szent Gellért Egyházmegyei Papnevelő Intézet jubileumi évkönyve 1930-2005. Szerk. Zsódi Viktor és Thorday Attila. Szeged: Szegedi Hittud. Főisk. Hallgatói Önkormányzata; (hely nélkül): Szt. Gellért Egyházmegyeközi Papnevelő Intézet. 2007.
- A magyar egyházszervezet története.  Budapesti Piarista Gimnázium évkönyve,   (2008/2009)   13–19. o.
- Látomások a Bibliában.  Budapesti Piarista Gimnázium évkönyve,   (2009/2010)   17–20. o.
- „Igazságot – szeretettel”: A Hittudományi Főiskola nyolcvan éve.  Szeged,  XXIV. évf.  4. sz. (2012)   14–15. o.
- A kiengesztelődés ünneplése a budapesti Piarista Gimnáziumban. In  Öt évtizeddel a lelkipásztori zsinat után. Szerk. Pákozdi István. Budapest: Vigilia Kiadó. 2013.   280–217. o. = Sapientia füzetek,  24.
- Helyzetmeghatározás: A budapesti Piarista Gimnázium 2015b osztályának emlékkönyve : 2009-2015. Szerk. Zsódi Viktor. Budapest: (kiadó nélkül). 2015.
- Formación permanente en la Provincia de Hungría: Ongoing Training in the Province of Hungary.  Ephemerides Calasanctianae,  LXXXVII. évf.  4. sz. (2018)   638–641. o.

## Interjúk
- Vámossy Erzsébet:  Gyógyító és inspiráló legyen a nevelés: Zsódi Viktor a piarista iskolák megújuló profiljáról. Magyar Kurír (2022. augusztus 9.)
- Borsodi Attila:  A piaristák a hagyományt őrizve alkalmazkodnak a változó világhoz: A rend iskoláiban a nehézségekkel szembenézve teret adnak a pedagógiai újításoknak is.  Magyar Nemzet,  LXXXV. évf.  269. sz. (2022. november 18.)
- Tanításról Zsódi Viktor piarista tartományfőnökkel. Szerk. Farkas Katalin  Bizony, Isten! (YouTube) (2023. április 17.)
- Vámossy Erzsébet:  Hatékony válaszokat adva az idők jeleire: Interjú Zsódi Viktor piarista tartományfőnökkel. Magyar Kurír (2023. május 18.)
- Magó Gábor Benedek – Farkas Olivér:  Tanévzáró interjú Zsódi Viktor tartományfőnök atyával. PiariNsta (2023. július 7.)
- Borsodi Attila:  A piarista atyák nem ismernek lehetetlent.  Magyar Nemzet,  LXXXVI. évf.  194. sz. (2023. augusztus 21.)
- Riport Győr-Moson-Sopron díszpolgárával: Zsódi Viktor továbbra is figyelemmel kíséri a mosonmagyaróvári iskola életét. Kisalföld (2023. augusztus 27.)